# Leopold Berce
Leopold Berce, slovenski organizator študentskega gibanja, * 25. november 1912, Mala Bukovica, † 30. marec 1942, Maribor.

## Življenje in delo
Že kot študent je deloval v napredno usmerjenih študentskih gibanjih, zlasti v klubu Njiva. Leta 1934 je postal član komiteja univerzitetne partijske organizacije študentov, bil 1935 izvoljen za predsednika Zveze strokovnih klubov tehniške fakultete v Ljubljani, marca 1936 pa je sodeloval v boju proti novi uredbi za Tehniško fakulteto; kot vodja stavke in organizator demonstracij je bil na sodišču obsojen in zaprt. Leta 1941 je diplomiral na rudarskem oddelku ljubljanske Tehniške fakultete. Ob kapitulaciji Kraljevine Jugoslavije 1941 je bil zaposlen v kamnolomu Hum pri Ormožu in bil organizator Osvobodilne fronte na tem področju. Septembra 1941 ga je gestapo aretiral. Nekaj mesecev kasneje so ga kot talca v Mariboru ustrelili.
Vzgojitelj Ivan Berce je bil njegov brat.